# Вотня
Во́тня (бел. Вотня) — деревня в составе Новобыховского сельсовета Быховского района Могилёвской области Белоруссии.

## Население
- 1897 год — 11 жителей
- 1926 год — 33 жителя
- 1982 год — 84 жителя
- 2009 год — 37 жителей